# Ivan Bukavxin
Ivan Bukavxin (en rus: Иван Букавшин; Rostov del Don, 3 de maig de 1995 - Togliatti, 12 de gener de 2016) fou un jugador d'escacs rus que va tenir el títol de Gran Mestre des del 2011.
A la llista d'Elo de la FIDE d'octubre de 2015, hi tenia un Elo de 2657 punts, cosa que en feia el jugador número 23 (en actiu) de Rússia, i el número 93 del rànquing mundial. El seu màxim Elo va ser de 2657 punts, a la llista d'octubre de 2015 (posició 93 al rànquing mundial).

## Resultats destacats en competició
El 2006 fou campió d'Europa de la joventut sub-12, el 2008 campió d'Europa sub-14, i el 2010 campió del món sub-16. El 2011 obtingué les tres normes de Gran Mestre a l'Obert de Moscou, l'Aeroflot Open i a la Lliga d'escacs de Rússia, i el 26 de juny de 2011 va tenir efecte el títol amb 16 anys 1 mes i 23 dies d'edat.
El 2013, va empatar pel lloc 1r–11è amb Pavel Eljanov, Dmitry Kokarev, Alexander Areshchenko, Denis Khismatullin, Oleg Korneev, Dragan Solak, Vadim Zvjaginsev, Sanan Sjugirov, Maksim Matlakov i Ildar Khairullin al Memorial Txigorin a Sant Petersburg. Un any després fou subcampió amb 7½ punts de 9, els mateixos punts que el campió Ivan Ivanišević.
Per mitjà del Campionat d'Europa individual de 2015, obtingué una plaça per a participar en la Copa del Món de 2015 on fou eliminat a la primera ronda per Sergei Zhigalko. L'octubre de 2015 fou tercer al primer Campionat d'Europa Universitari jugat a Erevan (Armènia) amb 6½ punts de 9 (el campió fou Sanan Siuguírov).
El 12 de gener de 2016, a l'edat de 20 anys i 8 mesos, morí a Togliatti (Rússia) d'un vessament cerebral.

## Partides notables
- Konstantín Sakàiev vs Ivan Bukavxin, Campionat de Rússia (2011), Defensa semi-eslava: gambit Marshall, 0-1